# Baia di Wilhelmina
La baia di Wilhelmina (o baia di Gugliemina) (in inglese Wilhelmina Bay), centrata alle coordinate (64°38′S 62°10′W), è una baia larga circa 28 km situata sulla costa di Danco, nella parte occidentale della Terra di Graham, in Antartide. La baia è delimitata dalla penisola di Reclus e da capo Anna.
Nella baia, o comunque nelle cale presenti sulle sue coste, si gettano diversi ghiacciai, tra cui il Blanchard, il Leonardo, il Rozier e il Woodbury.

## Storia
La baia di Wilhelmina è stata scoperta dalla spedizione belga in Antartide del 1897-99, comandata da Adrien de Gerlache, ed è stata così battezzata dallo stesso Gerlach in onore della regina Guglielmina dei Paesi Bassi (Wilhelmina Helena Pauline Marie van Oranje-Nassau) che regnò dal 1890 al 1948.
Il nome "baia di Wilhelmina" è spesso storpiato in "baia di Whale-mina" ("Whale" in inglese significa "balena") dato il grande numero di megattere che si possono trovare qui. Anche per questo, oltre che per lo splendido scenario corredato da ripide scogliere innevate e picchi rocciosi che si innalzano dalle acque, la baia è una popolare meta per le spedizioni turistiche antartiche.

## Galleria d'immagini

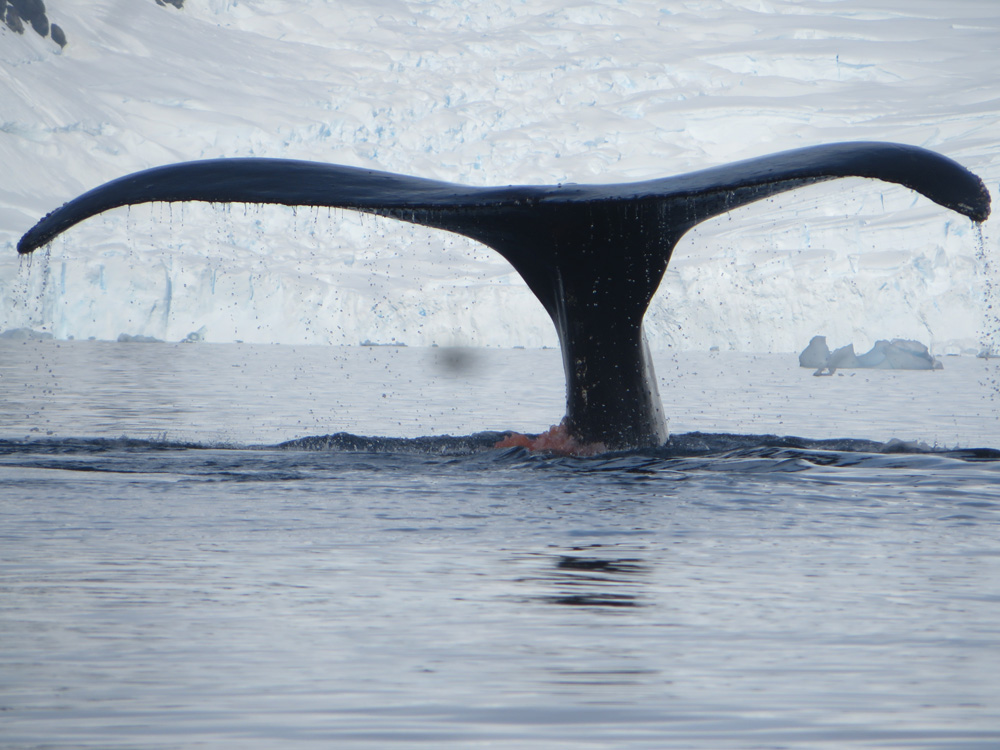
Una megattera nella baia di Wilhelmina.
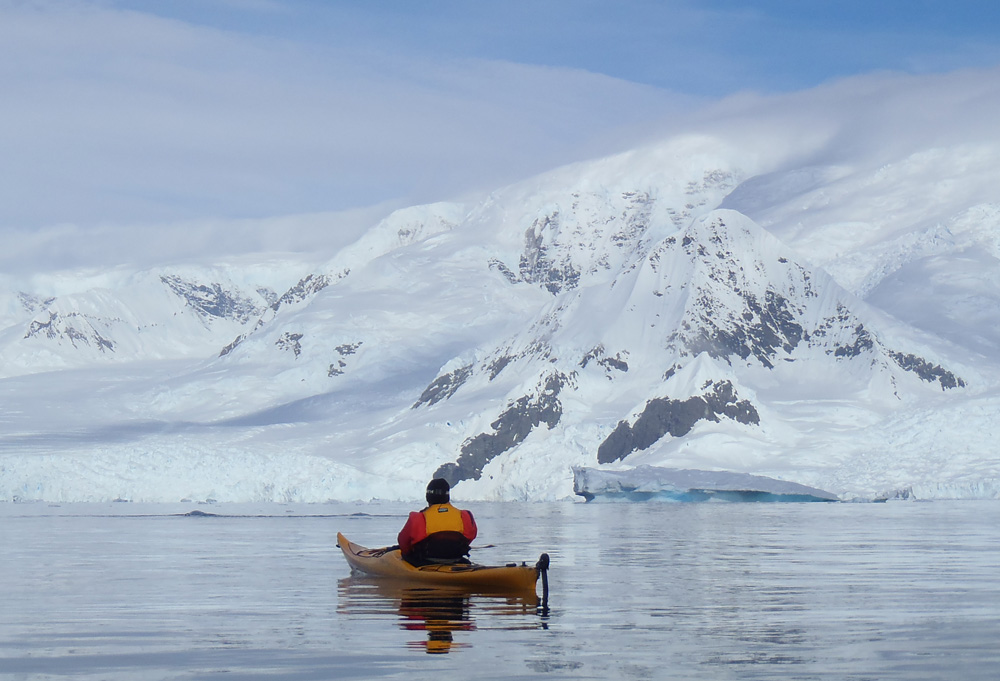
Un kayakista osserva le balene nella baia di Wilhelmina.
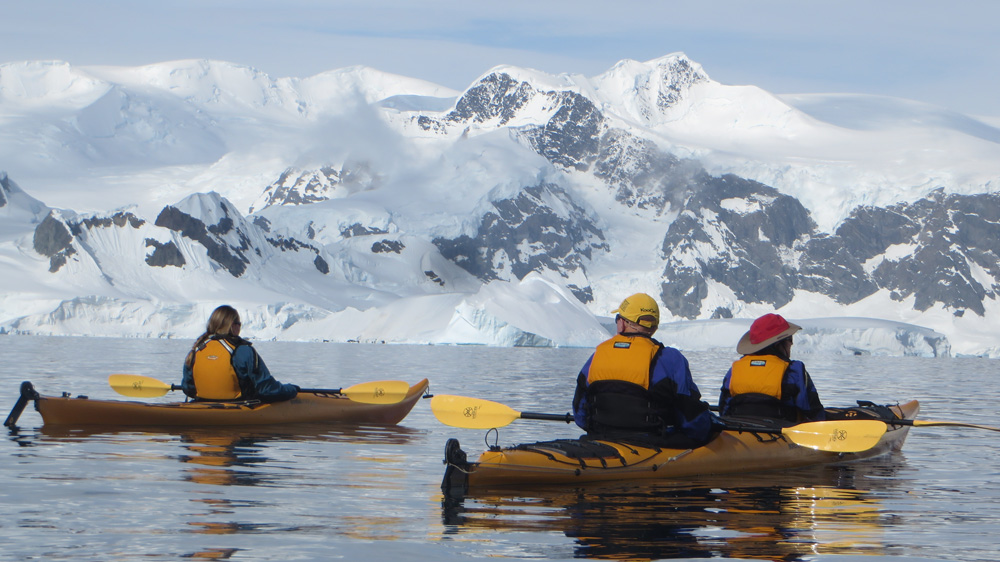
Kayakisti nella baia di Wilhelmina.
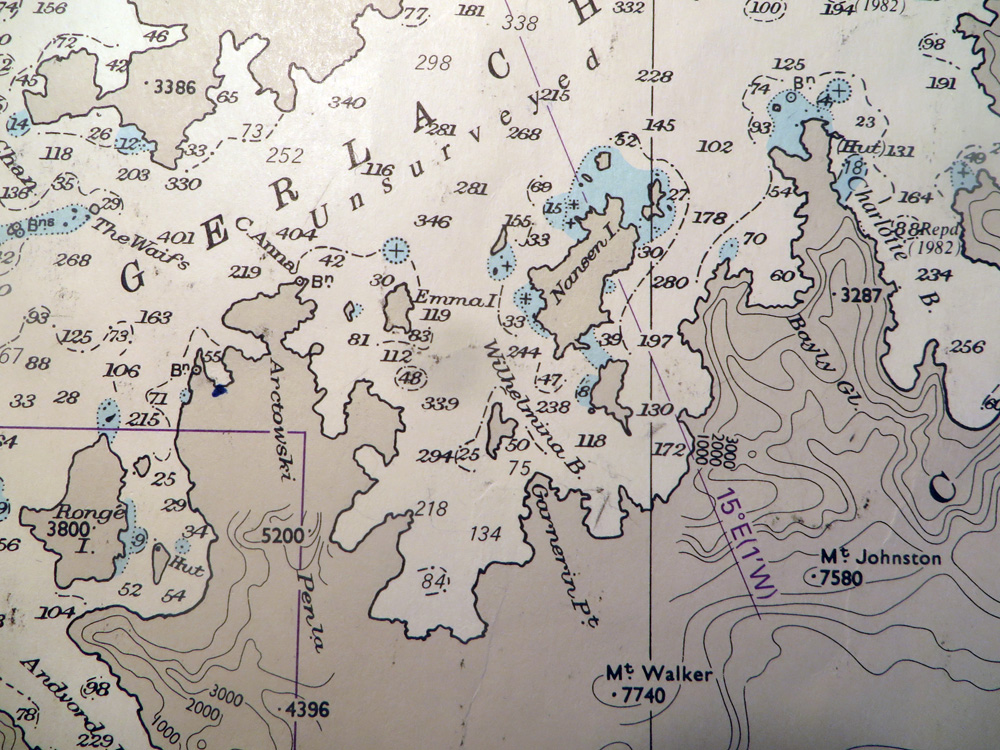
Una mappa nautica che mostra la baia di Wilhelmina.
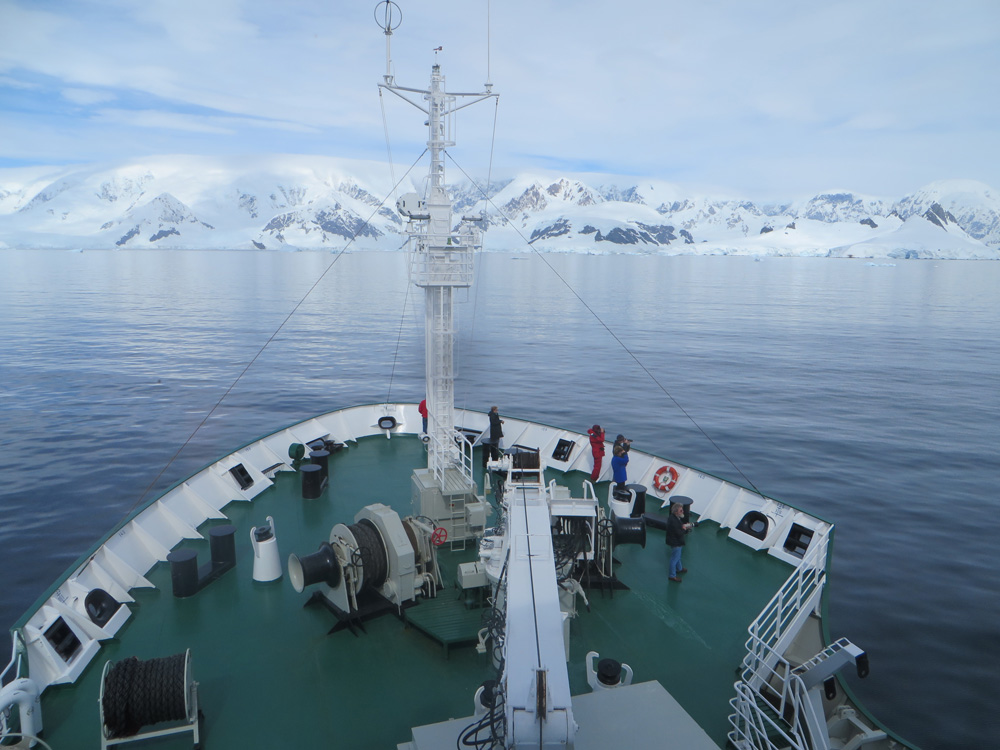
La nave Akademik Ioffe mentre naviga nella baia di Wilhelmina nel gennaio 2014.
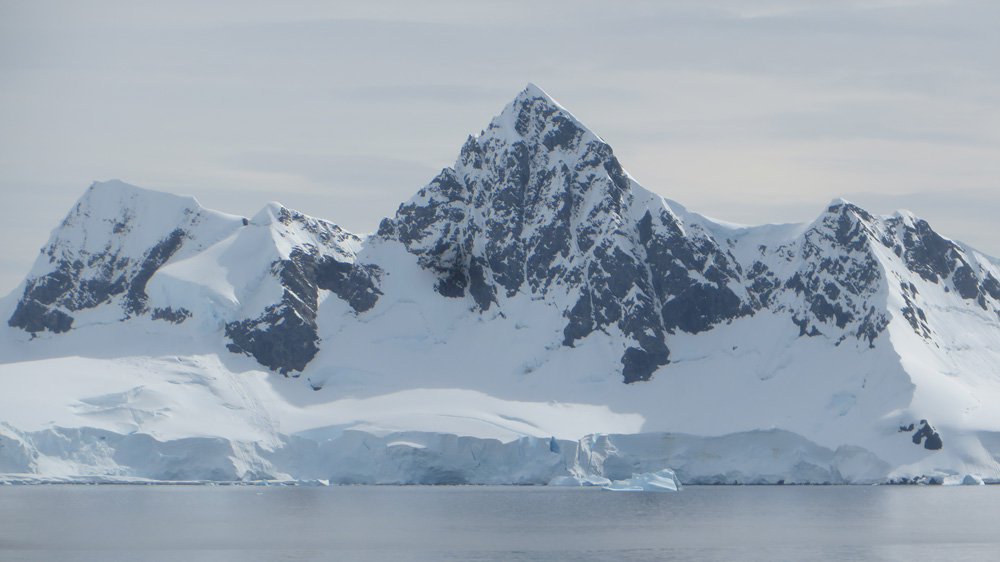
La baia di Wilhelmina.
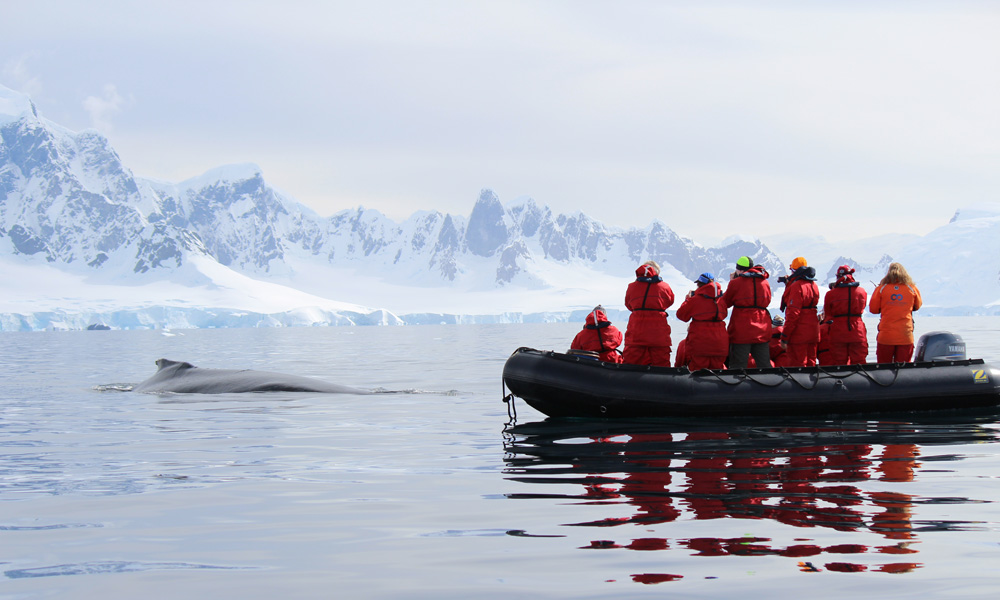
Uno Zodiac turistico durante un incontro ravvicinato con una megattera.
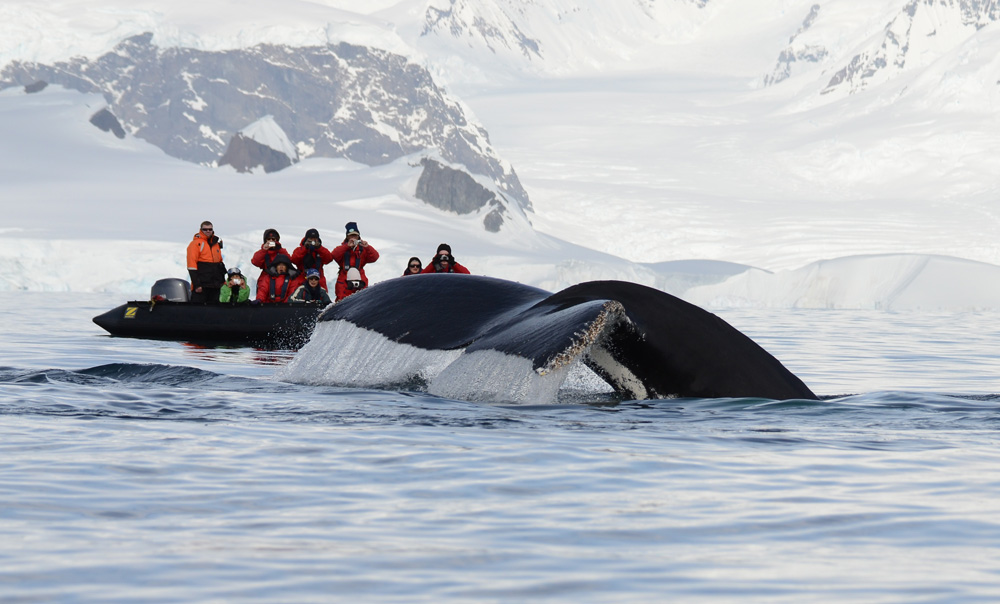
Turisti che osservano delle megattere nella baia di Wilhelmina.
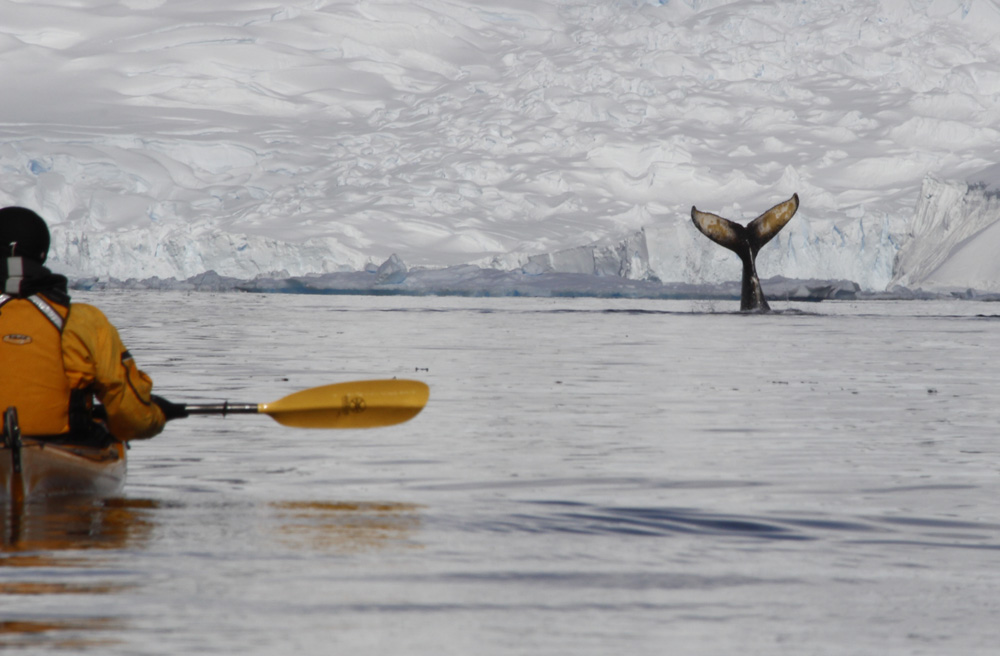
Un kayakista osserva le balene nella baia di Wilhelmina.